# Arthur’s Stone (Herefordshire)
Als Arthur’s Stone, an der Arthur’s Stone Lane, zwischen den Dörfern Dorstone und Bredwardine gelegen, in der Nähe von Hay-on-Wye in Herefordshire in England, wird der Rest eines großen neolithischen Dolmens vom Typ Cotswold Severn Tomb bezeichnet. 

## Beschreibung
Ein flacher gebrochener Deckstein mit einem Gewicht von mehr als 25 Tonnen wird von neun Tragsteinen gestützt. Die Basis des 4,6 m langen stark gebogenen Ganges ist ebenfalls erhalten. Die Steine wurden ursprünglich von einem nord-süd-orientierten Hügel mit einem nach Osten gerichteten Zugang und einer Scheintür (englisch false door oder false ) auf der Südseite bedeckt. Vom einst etwa 25,0 m langen Hügel ist nahezu nichts erhalten. Die Anlage wird als nördlichster Ausreißer der Cotswold Severn Tombs angesehen und ist eines von fünf neolithischen Gräbern in der Umgebung.

Arthur's Stone
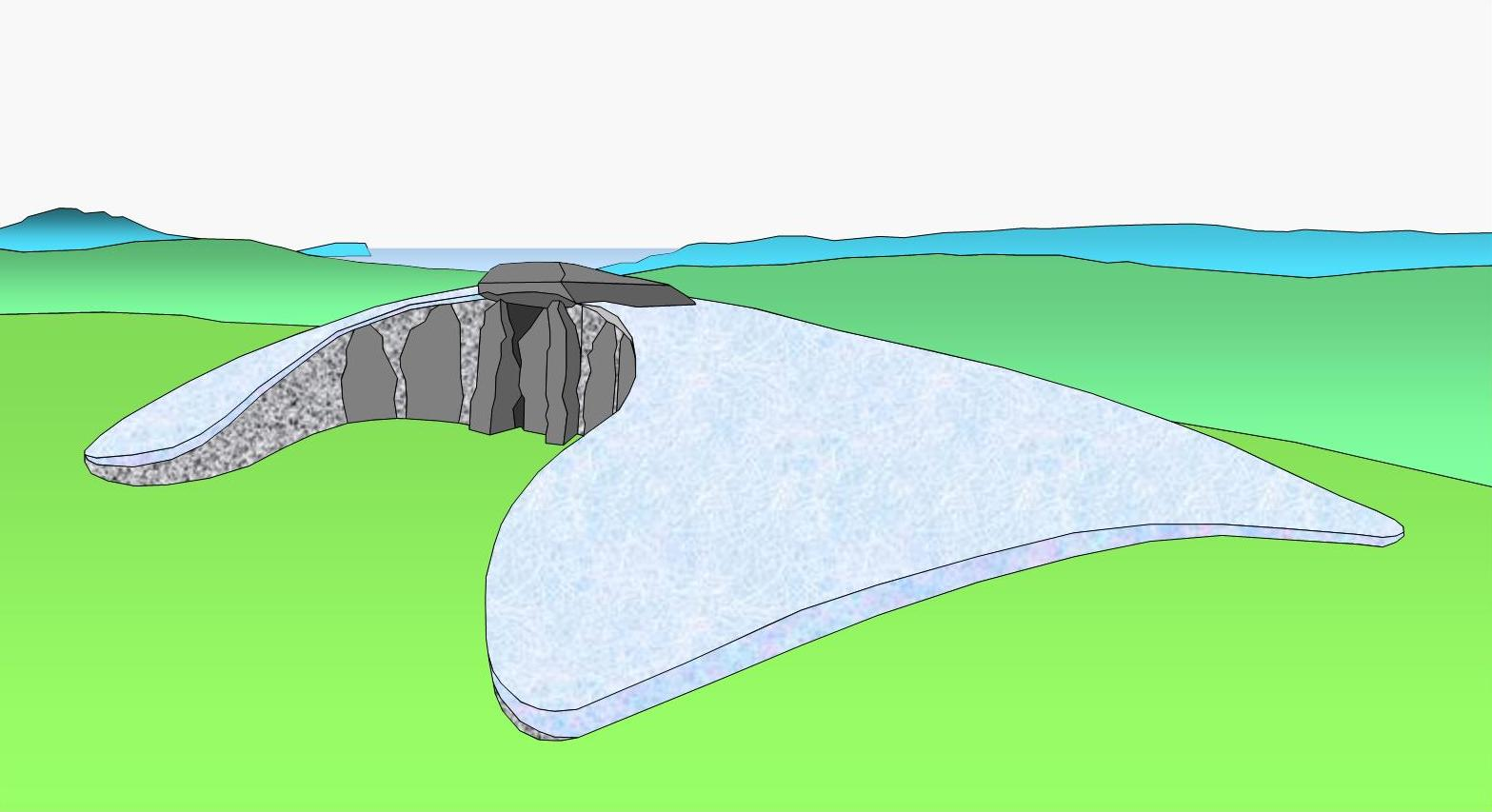
Schema Cotswold Severn Tomb
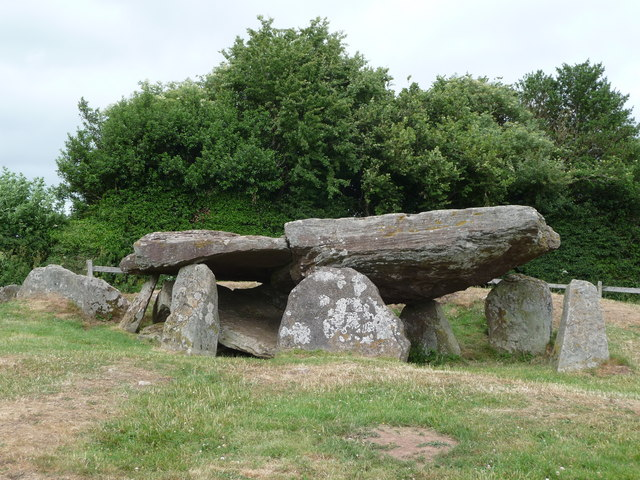
Kammer
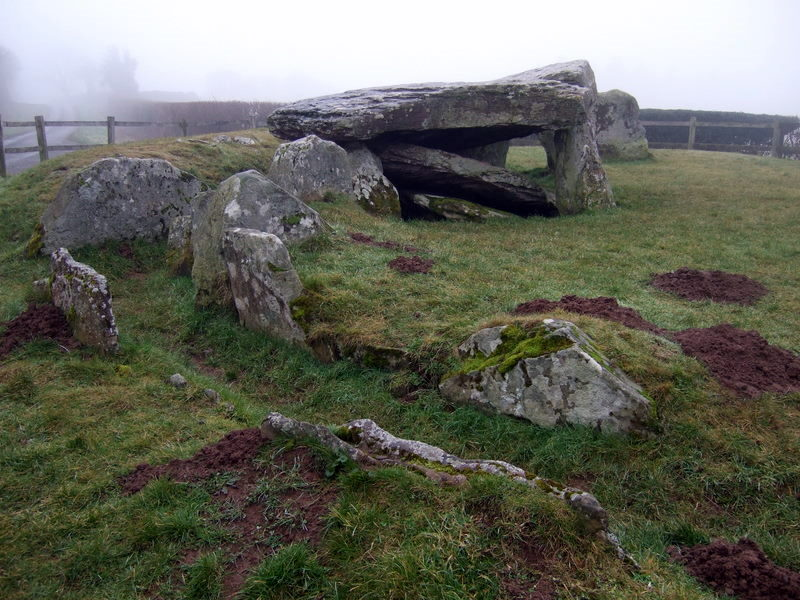
Kammer und Gang

## Benennung
Der Name stammt vom legendären König Arthur. Weitere Anlagen, die sich auf die Legende beziehen sind z. B.: Arthur’s Stone (Wales) (auch Maen Ceti genannt), Bedd Arthur, Gwal y Filiast (auch Bwrdd Arthur genannt), Twlc y Filiast (auch Arthur’s Tisch genannt) und Carreg Coetan Arthur. Der Platz ist durch einen Holzzaun geschützt. Legenden erzählen die Geschichte eines Königs oder eines Riesen, der von König Arthur getötet und hier begraben wurde. Es soll aber auch sein Grab sein.
Im Süden befindet sich der „Quoit-Stone“. Ein ähnlicher Stein, der allerdings ein Schalenstein war, soll im Norden gestanden haben.
Eine gleichnamige Anlage (Arthur’s Stone (Wales)) liegt in Wales.
.